# Quiina magallano-gomesii
Quiina magallano-gomesii là một loài thực vật có hoa trong họ Ochnaceae. Loài này được Schwacke miêu tả khoa học đầu tiên năm 1898.